# André Chabenat
Pour les articles homonymes, voir Chabenat.
André Chabenat, né le 8 août 1887 à La Châtre (Indre) et mort le 18 septembre 1976 à La Châtre (Indre), est un homme politique français.

## Biographie
Venu d'une famille ouvrière berrichonne, André Chabenat est dirigeant d'une petite entreprise de fabrication de literie lorsqu'il est mobilisé, en 1916, dans l'aviation.
Élu conseiller municipal de La Châtre en 1919, réélu ensuite, il est maire adjoint en 1934, puis maire en 1939.
En 1945, il est réélu comme maire, et entre au conseil général de l'Indre, comme élu du canton de La Châtre.
En troisième position sur la liste radicale menée par Edouard Ramonet pour les législatives de 1951 dans l'Indre, il profite du large apparentement des listes de la « troisième force » (RGR, SFIO, MRP , ainsi que deux listes de droite) et est élu député.
Parlementaire très peu actif, il n'intervient pas pendant toute la durée de la législature, et ne dépose aucun texte.
De nouveau candidat, dans les mêmes conditions, lors des législatives de 1956, il n'est pas réélu.

## Détail des fonctions et des mandats
Mandat parlementaire
- 17 juin 1951 - 1er décembre 1955 : Député de l'Indre